# 王在希
王在希（吳語杭州話拼音：[wan dze shi] 错误：{{Lang}}：语言代码：wu 无法识别（帮助），1945年12月—），浙江省富阳縣人，中华人民共和国官员，中国人民解放军少将，中共黨員，台湾问题专家。

## 生平
1960年1月参加工作，1964年1月参军，1965年5月加入中国共产党。毕业于南京中国人民解放军国际关系学院。曾任中国人民解放军总参谋部技术侦察部部长、驻外武官等职。2000年11月至2006年7月，任中共中央台办、国务院台办副主任。2006年7月，任海峡两岸关系协会副会长。同时兼任中国和平统一促进会常务理事、全国台湾研究会副会长（2014年1月13日任）、中国国际战略学会高级研究员，中国人民解放军国防大学、浙江大学、厦门大学、中华文化学院兼职教授，浙江大学台湾研究所所长等职。王在希主張武力脅迫台灣統一。

## 著作
- 《台海形势回顾》
- 《台湾问题与中华复兴》
- 《一路走来——谨以此书献给我的父母亲诞辰100周年》